# Pyrrhobryum dozyanum
Pyrrhobryum dozyanum är en bladmossart som beskrevs av Monte Gregg Manuel 1980. Pyrrhobryum dozyanum ingår i släktet Pyrrhobryum och familjen Rhizogoniaceae. Inga underarter finns listade i Catalogue of Life.